# Bridgeport (Wisconsin)
Bridgeport es un pueblo ubicado en el condado de Crawford en el estado estadounidense de Wisconsin.

## Geografía
Bridgeport se encuentra ubicado en las coordenadas 43°1′5″N 91°5′23″O / 43.01806, -91.08972. Según la Oficina del Censo de los Estados Unidos, Bridgeport tiene una superficie total de 60.31 km², de la cual 52 km² corresponden a tierra firme y (13.77%) 8.31 km² es agua.

## Demografía
Según el censo de 2010, había 990 personas residiendo en Bridgeport. La densidad de población era de 16,42 hab./km². De los 990 habitantes, Bridgeport estaba compuesto por el 98.69% blancos, el 0.81% eran asiáticos, el 0.1% eran isleños del Pacífico, el 0.1% eran de otras razas y el 0.3% pertenecían a dos o más razas. Del total de la población el 0.4% eran hispanos o latinos de cualquier raza. En la ciudad, la población se distribuía en un 29.8% menores de 18 años, un 5.4% de 18 a 24 años, un 28.4% de 25 a 44 años, un 25.5% de 45 a 64 años y un 10.9% de 65 años o más. El promedio de edad era de 37 años. Por cada 100 mujeres, había 102.6 hombres. Por cada 100 mujeres mayores de 18 años, había 97.6 hombres.